# سارا وینر

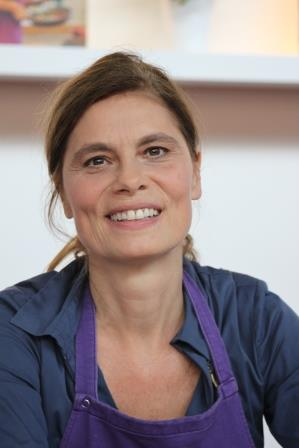
سارا وینر (۲۰۱۴)

سارا وینر (۲۷. اوت ۱۹۶۲ در هلیهای وستفالن; بورژوا , سارا Lohmeyer) یک اتریشی کارآفرین تلویزیونی طبخ و نویسندهاست.

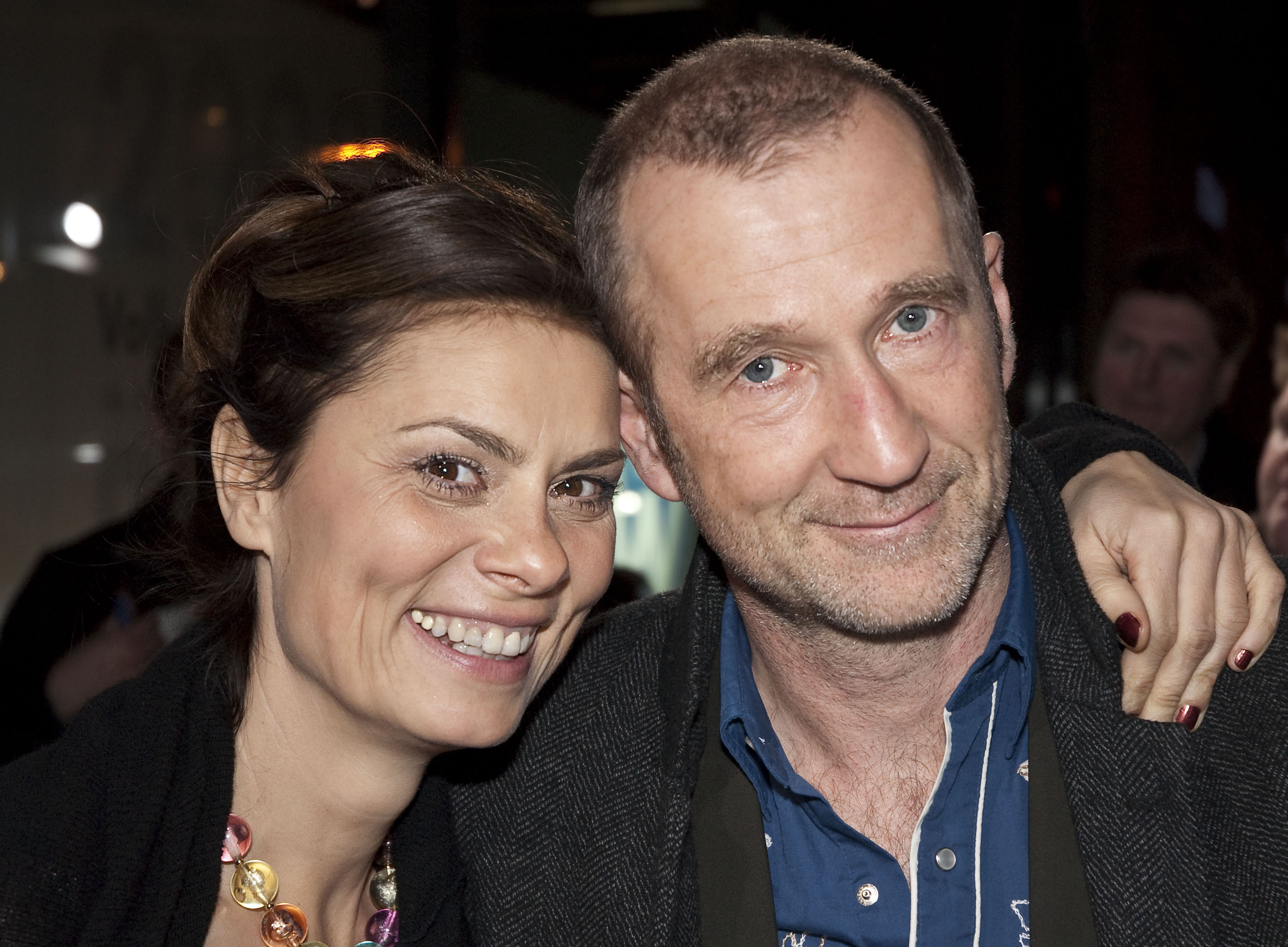
وینر پیتر Lohmeyer (2008)

در سال ۲۰۰۴ شرکت سارا وینر با مسئولیت محدود تأسیس شد. آن دفتر ثبت شده در برلین و هامبورگ به عنوان یک خدمات پذیرایی مراسم در حال حاضر بیش از دو هزار کارمند دارد.
سارا وینر در سال ۲۰۰۸ با پیتر لومیر پس از شش سال از ازدواج این زوج در ماه ژوئیه ۲۰۱۴، جدایی خود را اعلام کردند.

## انتشارات

### کتاب
- پخت‌وپز با سارا وینر. ماشین، برلین 2004, ISBN 3-8270-0583-3.
- طعم و مزه است که همیشه در فصل: تازه از تخم مرغ، تخم مرغ هستند تا حقایق در مورد تخم مرغ. CMA سانترال Marketing-Gesellschaft der deutschen agrarwirtschaftهای بن ۲۰۰۸ (ویرایش اول ۲۰۰۵).
- سارا سوسیس Mediterrane،  ماشین، برلین در سال 2006 ISBN 3-8270-0665-1.
- بزرگ سارا وینر کتاب آشپزی. Droemer Knaur مونیخ در سال 2007 ISBN 3-426-64363-4.[۵]
- سارا منازعه برای مسیح Liwanze – داستان از آشپزخانه. برلینر Taschenbuch Verlag, Berlin 2008, ISBN 978-3-8333-0590-0.
- زن در اجاق گاز. البته تخیلی، خوشمزه. Droemer Knaurهای München سال 2008 ISBN 978-3-426-64828-5.
- آشپزی من سفر را از طریق فرانسه – اعلام عشق با دستور العمل‌های. Eichborn, Frankfurt am Main, 2008, ISBN 978-3-8218-7315-2.
- La dolce وینر: شیرین seductions از اپل استرودل به رول دارچین. Droemer Knaurهای München سال 2009 ISBN 3-426-64841-5.
- اجاق گاز قهرمان. من شخصی اتریش-کتاب پخت‌وپز. Gräfe و Unzer مونیخ، 2011, ISBN 978-3-8338-1691-8.
- Mathilda, دیوار موش. یک داستان [ کتاب کودکان]. با تصاویری از آرتور وین. کارلسن، هامبورگ 2011, ISBN 978-3-551-05200-1 (= "تمام عشق Pixi"و Pixi-کتاب حجم ۱۸۰۶ – سالگرد-سری-۲۰۰ – هشت داستان از قلم برجسته مادران و پدران).
- ظهور، توسط سارا وینر. ۲۴ دستور العمل برای زمستان. با عکس توسط ولفگانگ Schardt هانس-گرافیک چاپ و انتشارات، Frankfurt am Main, Germany 2012, ISBN 978-3-86921-099-5.
- آینده منو. چرا ما جهان را فقط با لذت بردن از صرفه جویی می‌تواند. ریمان مونیخ 2013, ISBN 978-3-570-50150-4.
- پخت‌وپز می‌تواند هر سارا وینر. Gräfe و Unzer مونیخ 2013, ISBN 978-3-8338-3615-2.
- احساس خوب مش. گره و قلاب دوزی برای داخل خانه و خارج از منزل. Gräfe و Unzer مونیخ 2015, ISBN 978-3-8338-4854-4.

### دی وی دی‌ها
- سارا وینر در مراکش. WVG Medien / SWR, 2006.
- سارا وینر – هفته مقدس در ساردینیا. دفتر تلویزیون / SWR, 2007.
- آشپزی ماجراهای سارا وینر. صفر یک فیلم / arte, 2007.
- آشپزی ماجراهای سارا وینر. ۲ صفر یک فیلم / arte, 2007.
- سارا وینر جعبه. (سارا وینر در مراکش و هفته مقدس در ساردینیا) WVG Medien / SWR, 2008.
- آشپزی ماجراهای سارا وینر در ایتالیا. صفر یک فیلم / arte, 2008.
- آشپزی ماجراهای سارا وینر در رشته کوه‌های آلپ. صفر یک فیلم / arte, 2010.
- آشپزی ماجراهای سارا وینر در اتریش. گرانبها-در حال حرکت / صفر یک فیلم / arte / ORF در سال ۲۰۱۱.
- آشپزی ماجراهای سارا وینر در بریتانیا. گرانبها-در حال حرکت / صفر یک فیلم / arte / ORF ژوئن ۲۰۱۲.
- سارا سوسیس اولین انتخاب است. Les کودتا de coeur de سارا. گرانبها-در حال حرکت / صفر یک فیلم / arte / ORF, 2013
- آشپزی ماجراهای سارا وینر در آسیا است. گرانبها-در حال حرکت / صفر یک فیلم / arte / ORF سپتامبر ۲۰۱۴.

### دی وی دی (مشارکت)
- ماجراجویی سال ۱۹۰۰ – زندگی در خانه مانور است. صفر فیلم/ARD, 2004.

### بازی‌های رایانه‌ای (مشارکت)
- سارا وینر بزرگ بازی پخت‌وپز. ویلا Hirschberg آنلاین، برلین ۲۰۰۹ (تاریخ انتشار ۴. سپتامبر 2009) platform: Windows XP / Vista / 2000, Linux, Mac OS X.

## جوایز
- ۲۰۰۶: هرفورد (آلمان) جایزه – آلمانی خوری جایزه (جایزه افتخاری)
- ۲۰۰۷: منظور از یک تا ۱۰۰ ("بهترین صحنه کوک") از مجله رنگارنگ
- 2007: Trophée لذیذ (Ehrentrophée) اتریش لذیذ راهنمای جداجدا سفارش داده شده
- ۲۰۰۸: طلایی، Cloche, اتریش
- ۲۰۰۸: زن از استثنا جایزه در رده سبک زندگی برای آلمان از Parmigiani Fleurier سوئیس
- 2008: Les trophées de l'esprit alimentaire/غذای روح جایزه برای Arte سری های آشپزی ماجراهای سارا وینر (فرانسه)
- ۲۰۰۸: استعداد ادوپرفیوم (جایزه وین اتاق بازرگانی)
- ۲۰۱۰: قلب آبی جایزه[۶][۷]
- ۲۰۱۲: انصاف قیمت (انصاف بنیاد)[۸]
- ۲۰۱۲: در مجموع foodie از سال (قشر ضخیمی از خاک رس میلائواتریش)[۹]

## Einzelnachweise
1. ↑  Lohmeyer ist ihr bürgerlicher Name laut eigener Aussage in der Fernsehsendung Lanz kocht vom 5.
2. ↑  http://www.was-war-wann.de/personen/sarah-wiener.html geben 1966 als Jahr des Staatsbürgerschaftenerhaltes an
3. ↑  «Wir über uns.». بایگانی‌شده از اصلی در ۲۰ مه ۲۰۱۶. دریافت‌شده در ۱۹ ژوئن ۲۰۱۶.
4. ↑  tagesspiegel.de: Ende einer Ehe: Sarah Wiener und Peter Lohmeyer sind getrennt Artikel vom 28.
5. ↑  سارا وینر (۱۴۰۱-۰۱-۲۳). «بهترین کتاب اشپزی». دریافت‌شده در ۲۰۲۲-۰۷-۲۷.
6. ↑  Archive copy at the Wayback MachineMementovom 6.
7. ↑  «Preisträger: Brücke der Herzen». بایگانی‌شده از اصلی در ۲ اکتبر ۲۰۱۳. دریافت‌شده در ۱۹ ژوئن ۲۰۱۶.
8. ↑  bz-berlin.de
9. ↑  Archive copy at the Wayback MachineMementovom 7.